# William Dawson (geoloog)

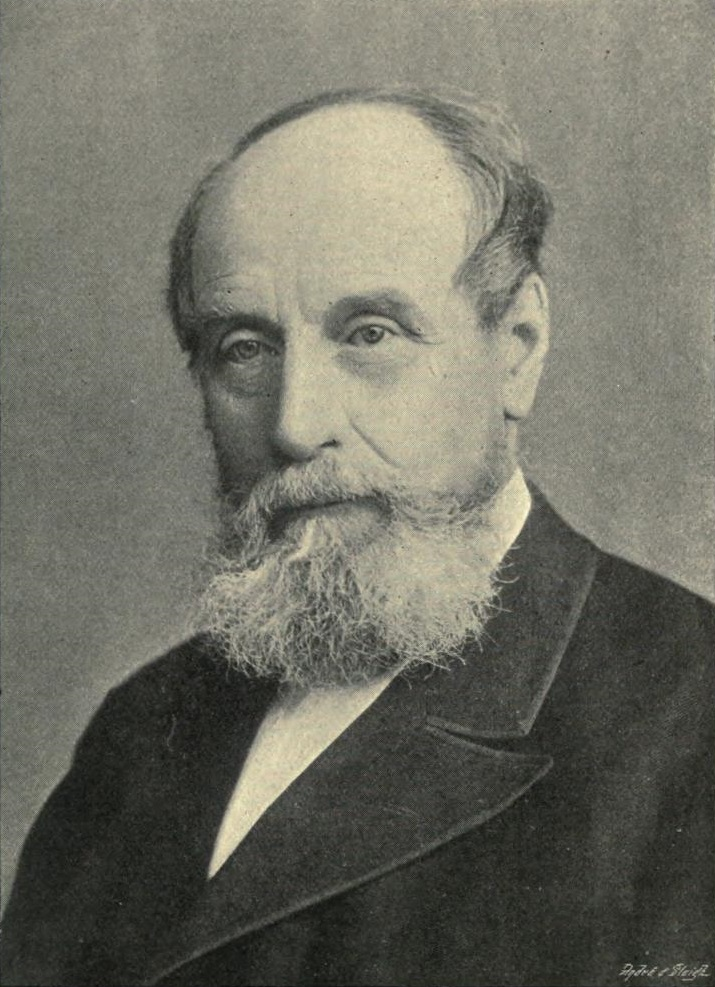
J.W. Dawson door J.G. Parks, niet later dan 1895.

John William Dawson (Pictou, 13 oktober 1820 - Montreal, 19 november 1899) was een Canadees geoloog, paleontoloog, landbouwkundige en onderwijzer. Dawson werd bekend van zijn onderzoek naar de geologie van het oosten van Canada en zijn ontdekking van fossiele gewervelden in het Carboon. Hij was een overtuigd christen en creationist die overeenstemming zocht tussen wetenschappelijke ontdekkingen en het Bijbelse Scheppingsverhaal.

## Levensloop

### Jeugd en opleiding
Dawson groeide op in een van oorsprong Schots gezin in Pictou in het oosten van Nova Scotia. Zijn vader had daar een boek- en kantoorwinkel, en was daarnaast ouderling in de presbyteriaanse kerk. Dawson erfde het evangelisch rotsvast geloof van zijn vader. Tijdens zijn schooltijd studeerde hij de klassieken en ontwikkelde hij een interesse in geologie en paleontologie. Hij was een verwoed verzamelaar van mineralen en fossielen, die hij in de omgeving van Pictou vond. Veel waren afkomstig uit de kliffen bij Joggins. De verzamelwoede bracht hem in contact met bekende geologen zoals Abraham Gesner.
In 1840 vertrok Dawson naar Schotland om aan de universiteit van Edinburgh geologie te studeren. Tijdens zijn studietijd volgde hij lessen van onder andere Robert Jameson. Hij leerde slijpplaatjes van fossielen te maken om ze onder de microscoop te bekijken, een techniek die hij later toepaste bij veel ontdekkingen. De financiële problemen van zijn vader dwongen hem de studie af te breken en in 1841 terug te gaan naar Canada. Hij vond werk als exploratiegeoloog in de mijnbouw in Nova Scotia. De periode in Edinburgh leverde hem echter bekendheid en contacten op, en hij ontmoette er zijn toekomstige vrouw Margaret Mercer. Na Dawsons vertrek bleef het door de Atlantische Oceaan gescheiden jonge paar door middel van brieven in contact.

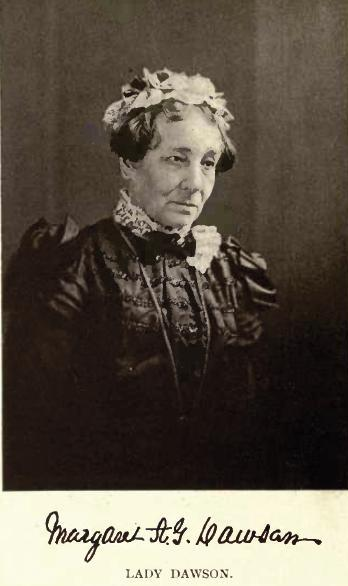
Margaret Dawson-Mercer, de vrouw van William Dawson. Door William Notman, datum onbekend.

In 1842 leidde Dawson de bekende geoloog Charles Lyell rond langs de ontsluitingen van het Carboon in Nova Scotia. Lyell hielp Dawson zijn ondervindingen van de geologie van het gebied te publiceren in het tijdschrift van de Geological Society. In januari 1847 reisde Dawson terug naar Edinburgh om scheikunde te studeren. Bij terugkomst trouwde hij met Margaret Mercer, die mee terug naar Canada reisde. Ook publiceerde hij een verslag over de natuur en geografie van Nova Scotia. Bij zijn terugkomst in Canada was hij de eerste Brits opgeleide Noord-Amerikaanse exploratiegeoloog. Hij werkte in de jaren daarop als prospector van kool, ijzer, koper en fosfaat, behalve in Nova Scotia ook in Upper en Lower Canada. Ook gaf hij les in natuurlijke historie in Pictou en aan Dalhousie College. 

### Onderwijsinspecteur en geoloog
In 1850 werd Dawson aangesteld als opzichter van het onderwijs in Nova Scotia. Onderdeel van zijn werk was de provincie rond te reizen, wat hem ook in staat stelde zijn persoonlijke onderzoek van de geologie voort te zetten. Eerst reisde hij naar New York, Massachusetts en Connecticut om het onderwijs daar te bekijken. In de jaren erop bezocht hij alle scholen en districten in de provincie Nova Scotia. Hij organiseerde bijscholing voor de onderwijzers en adviseerde de regering een standaardcurriculum in te voeren. Vooral de verspreiding van scheikundige kennis voor de landbouw had zijn aandacht. Toen hij geen goede lesboeken voor dit onderwerp kon vinden schreef hij zelf enkele teksten.

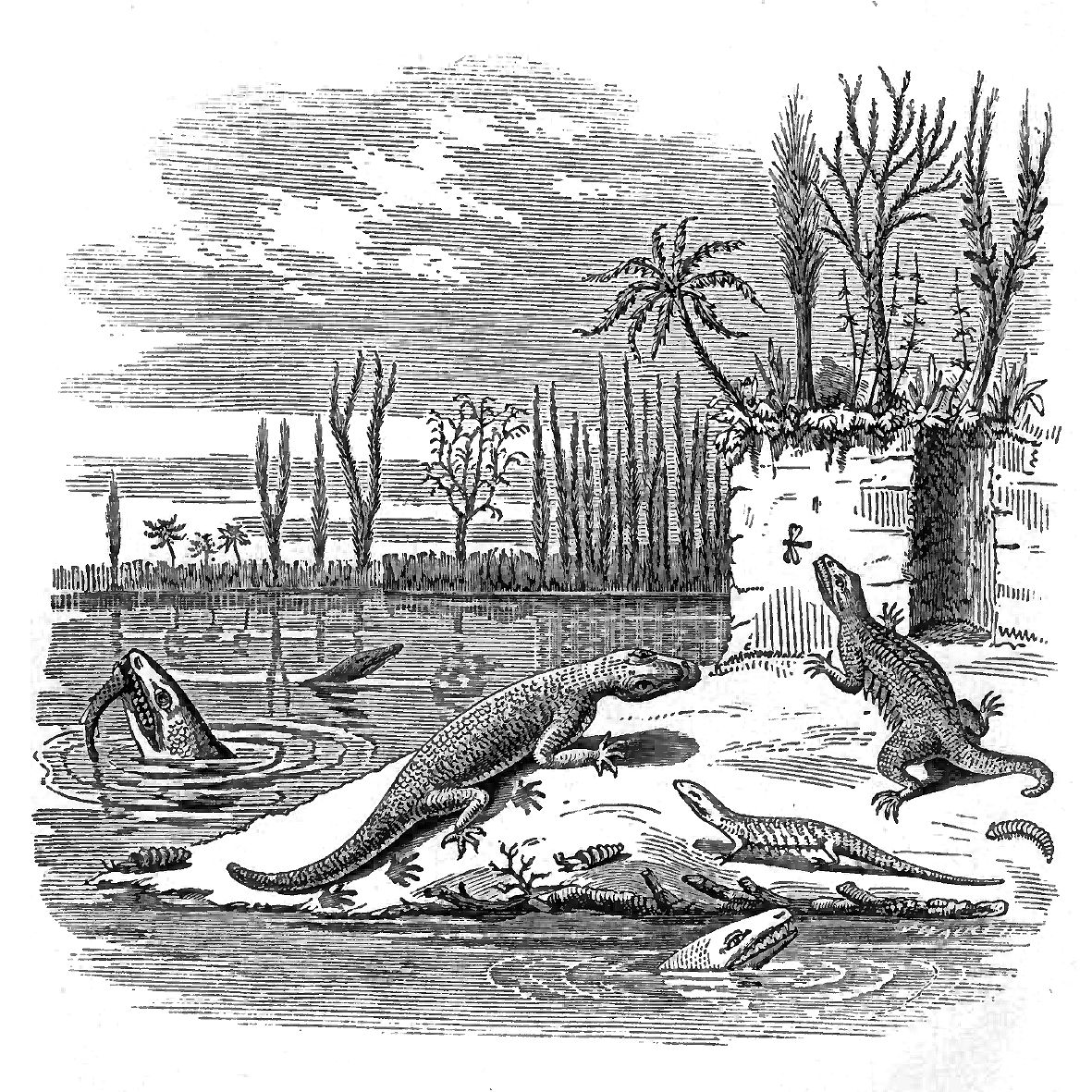
Dawsons reconstructie van het leven in het Laat-Carboon, waarvan hij fossielen ontdekte in de kliffen bij Joggins. Deze afbeelding was het frontispice van Dawsons verslag Air-Breathers of the Coal Period (1863).

In 1852 nam Dawson ontslag als onderwijsinspecteur. In datzelfde jaar was Charles Lyell opnieuw in Canada. De twee geologen onderzochten samen de koolhoudende lagen van het Boven-Carboon in Joggins, waar fossiele boomstammen gevonden waren. Bij dit onderzoek ontdekten ze het dan oudst bekende fossiel van een amfibie, Dendrerpeton acadianum, en een fossiel van een op het land levende slak (Pupa vetusta). Later volgden andere soorten amfibieën, waarvan hij de oudste soort naar zijn vriend en mentor Hylonomus lyelli noemde. De vondst van diersoorten uit het Carboon was destijds een sensatie onder paleontologen. Deze vondsten en zijn reputatie als exploratiegeoloog leidden tot Dawsons aanstelling in 1855 als rector van MacGill University in Montreal.

### Rector van MacGill
Dawson was aan MacGill niet alleen bestuurder. Hij gaf ook les in scheikunde, landbouwkunde, en natuurlijke historie, en hij gaf ook les aan de aan de universiteit verbonden normaalschool. Hij verbeterde en breidde de faciliteiten zodanig uit dat MacGill kon uitgroeien tot een respectabel instituut voor geneeskunde, natuurwetenschappen en het ingenieurswezen. Als gelovig man was Dawson in staat de steun van de conservatief-christelijke elite van Montreal voor de universiteit te verkrijgen. Desondanks had hij ook liberale ideeën, zo zette hij zich persoonlijk in voor de gelijke behandeling van vrouwen en voerde hij naar Europees voorbeeld in 1871 lessen voor vrouwen in. Dawson was in 1881 een van de oprichters en de eerste voorzitter van de Canadian Royal Society. In 1884 kon Dawson dankzij de financiele steun van de filantroop Peter Redpath een aan MacGill verbonden museum voor natuurlijke historie openen: het Redpath Museum.

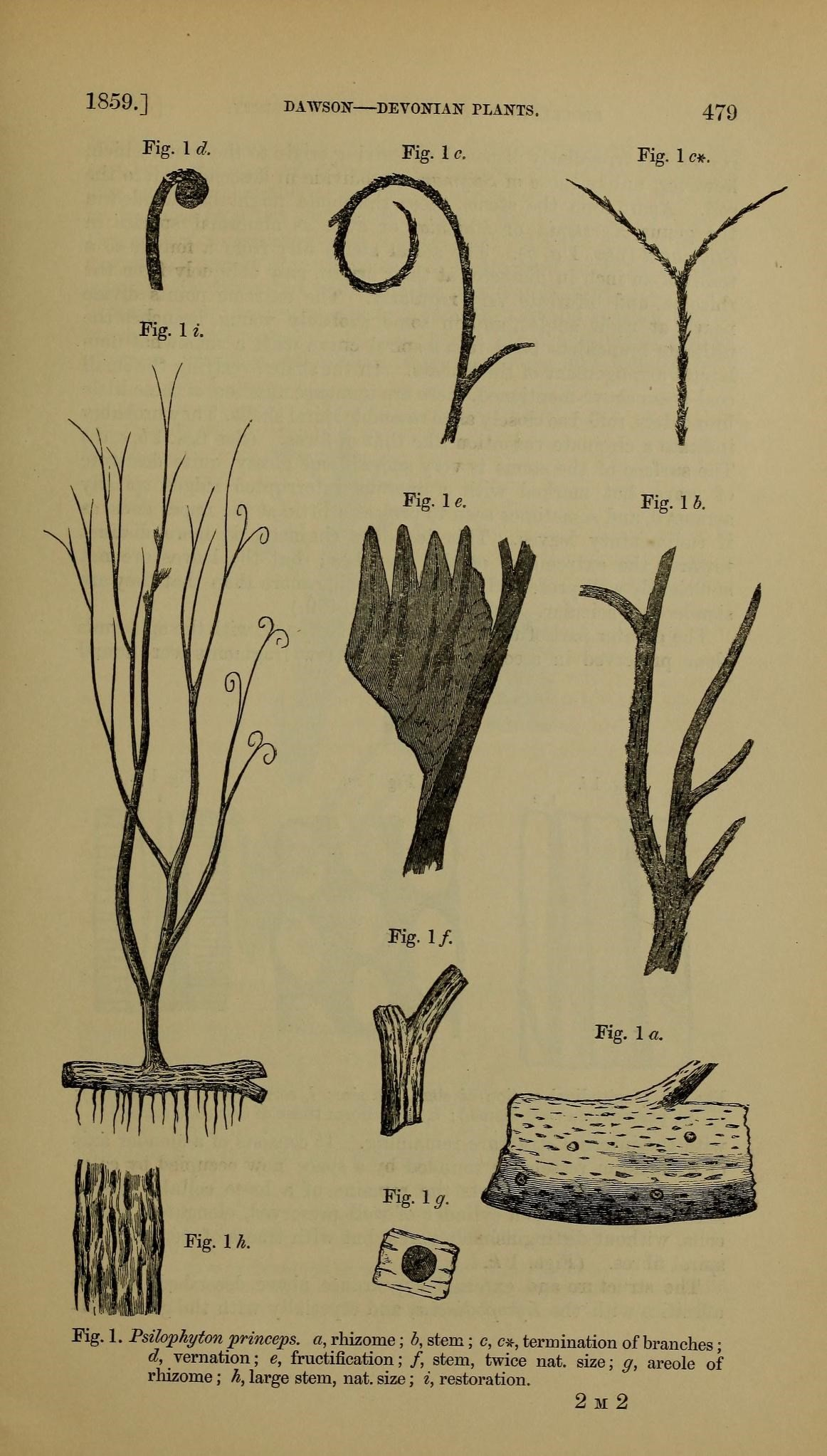
Illustraties bij Dawsons verslag van plantenfossielen in het Devoon, 1859.

Dawson bleef ondertussen ook bezig met lokaal geologisch onderzoek. Het werd voor Dawson lastiger om rond te reizen, met name nadat zijn oudste zoon, George, door een ongeluk gehandicapt raakte. In de zomers trok Dawson desondanks met zijn gezin naar Gaspésie en Maine, waar hij fossielen verzamelde uit gesteentelagen uit het Devoon en Boven-Siluur. Daar vond en beschreef hij de destijds oudst bekende fossielen van planten, werk dat in 1859 werd gepubliceerd door de Geological Society. 
Dawson bestudeerde ook de glaciale afzettingen in de omgeving van Montreal en de Sint-Laurensvallei. Hij groeide daardoor uit tot een expert op het gebied van de fossielen van het Pleistoceen. Hij dacht dat de glaciale afzettingen waren vervormd door zee-ijs, in tijden dat het continent bedekt was door de zee. Daarmee was hij een tegenstander van Louis Agassiz' theorie dat het noorden van Noord-Amerika tijdens de laatste ijstijd bedekt was met een ijskap. In feite waren beide theorieen correct, omdat de Sint-Laurensvallei tijdens de laatste ijstijd bedekt was door een groot ijsmeer. De Pleistocene afzettingen in het gebied zijn - zoals Dawson inzag - inderdaad in door ijs bedekt water gevormd.
Dawson werkte veel samen met de Canadese geologische dienst. De directeur, W.E. Logan, toonde hem in 1864 enkele monsters van Precambrisch gesteente met structuren die op fossielen leken. Dawson raakte overtuigd dat het daadwerkelijk om een zeer oude levensvorm ging en noemde de soort Eozoon canadense. Dawsons standpunt werd gedeeld door veel vooraanstaande geologen. De ontdekking van Eozoon bracht Dawson zelfs tot een voorstel om de geologische tijdschaal uit te breiden met een "Eozoïcum", een 
era voor het Paleozoïcum. Geleidelijk werd echter duidelijk dat Eozoon geen fossiel maar een anorganische kristallisatiestructuur is. Desondanks bleef Dawson zijn "ontdekking" tot zijn dood verdedigen.
Na de publicatie van Charles Darwins verklaring van evolutie door natuurlijke selectie in 1859 groeide Dawson uit tot een groot tegenstander van de evolutietheorie. Dawson wees op de vele hiaten in de opeenvolging van fossielen, die volgens hem onverklaarbaar waren. Hij kon zijn geloof niet verenigen met het idee van een willekeurige, hersenloze evolutie zonder plan of schepping. Dawson dacht dat de wetenschap en de Bijbel in overeenstemming moesten zijn: in de natuur was bevestiging van de schrift te vinden. Hij zag natuurwetenschap als de bestudering van de schepping, en daarom als een christelijke plicht. Darwins ideeën leidden volgens Dawson tot de vernietiging van het geloof en het verval van maatschappelijke normen en waarden. Als de mens geen respect voor de natuur meer hoeft te voelen, zou dat resulteren in amoreel gedrag en de vernietiging van de natuur. Dawson schreef meerdere boeken over zijn ideeën hoe wetenschap en religie in overeenstemming zijn, en gaf populaire lezingen over het onderwerp, zowel in wetenschappelijke als religieuze kringen.
In 1884 reisde Dawson met zijn vrouw en een dochter naar Italië, Egypte en Palestina. Naar aanleiding van de reis schreef Dawson een boek over de geologie en antropologie van het Heilige Land, Syrië, en Egypte. Dawsons gezondheid dwong hem in 1893 zijn werk voor MacGill neer te leggen. Hij bleef echter betrokken bij geologisch onderzoek. Drie jaar voor zijn dood, in 1896, reisde hij opnieuw naar Europa om in Londen lezingen te geven over geologie en religie.